# Balaka microcarpa
Balaka microcarpa är en enhjärtbladig växtart som beskrevs av Karl Ewald Maximilian Burret. Balaka microcarpa ingår i släktet Balaka och familjen Arecaceae. IUCN kategoriserar arten globalt som starkt hotad. Inga underarter finns listade i Catalogue of Life.